# Halo Studios
Halo Studios, nota come 343 Industries fino al 2024, è un'azienda statunitense dedita allo sviluppo di videogiochi con sede nella città di Redmond (Washington), fondata nel 2007 da Bonnie Ross; fin dalla sua nascita, fa parte degli Xbox Game Studios.
L'azienda si occupa di sviluppare i capitoli della serie Halo, in seguito all'abbandono di Bungie Studios.

## Storia
Nell'autunno del 2007 Bungie Studios, sviluppatrice della serie Halo, si separò da Microsoft Game Studios per diventare un'azienda indipendente, ma la proprietà intellettuale dei videogiochi rimase in mano a Microsoft.
Successivamente all'abbandono di Bungie, Bonnie Ross fondò 343 Industries e assunse Frank O'Connor come direttore del franchise.
Il primo progetto dell'azienda fu Halo Waypoint (2009), un'applicazione scaricabile su Xbox 360 che permetteva ai giocatori di monitorare i propri progressi in tutti i capitoli della serie Halo. Il primo videogioco fu il remake di Halo: Combat Evolved, uscito sul mercato nel 2011; l'anno successivo fu il turno di Halo 4, che diede il largo ad una nuova trilogia conclusasi nel 2021 con Halo: Infinite.
Nell'autunno del 2024 l'azienda ha cambiato il proprio nome in Halo Studios; contestualmente ha annunciato lo sviluppo di un nuovo capitolo della serie, con il supporto del nuovo motore Unreal Engine 5.

## Videogiochi

### Capitoli principali
| Anno | Videogioco        | Piattaforme          |
| ---- | ----------------- | -------------------- |
| 2012 | Halo 4            | Xbox 360, Windows    |
| 2015 | Halo 5: Guardians | Xbox One, Windows    |
| 2021 | Halo: Infinite    | Xbox Series, Windows |

### Remake
| Anno | Videogioco                        | Piattaforme       |
| ---- | --------------------------------- | ----------------- |
| 2011 | Halo: Combat Evolved Anniversary  | Xbox 360, Windows |
| 2014 | Halo: The Master Chief Collection | Xbox One, Windows |